# Steven Skrzybski
Steven Skrzybski (Berlijn, 18 november 1992) is een Duits voetballer die doorgaans speelt als vleugelspeler. In juli 2021 verruilde hij Schalke 04 voor Holstein Kiel.

## Clubcarrière
Skrzybski speelde in de jeugd van Stern Kaulsdorf en kwam in 2001 terecht in de opleiding van Union Berlin. Zijn professionele debuut maakte hij op 13 november 2010, toen met 2–1 verloren werd van FSV Frankfurt. Sascha Mölders scoorde tweemaal voor Frankfurt en enkel John Mosquera maakte een tegentreffer. Skrzybski viel zeven minuten voor tijd in voor Mosquera. Tijdens zijn derde seizoen in het eerste elftal kwam hij voor het eerst tot scoren. Tijdens een uitwedstrijd bij VfL Bochum werd met 1–2 gewonnen en Skrzybski maakte het tweede doelpunt van de Berlijnse club. Vanaf het seizoen 2016/17 speelde de vleugelaanvaller een belangrijkere rol in het team. Achtereenvolgens kwam hij tot acht en veertien competitiedoelpunten.
In de zomer van 2018 verkaste Skrzybski naar Schalke 04, dat circa drieënhalf miljoen euro voor hem betaalde. In Gelsenkirchen zette hij zijn handtekening onder een verbintenis voor de duur van drie seizoenen. Skrzybski maakte op 24 oktober 2018 zijn debuut voor Schalke, toen met 0–0 gelijkgespeeld werd tegen Galatasaray in de groepsfase van de UEFA Champions League. Van coach Domenico Tedesco mocht hij na zevenenzeventig minuten als invaller voor Jevhen Konopljanka het veld betreden. Exact een maand later kwam de Duitser voor het eerst tot scoren in een Bundesligawedstrijd tegen 1. FC Nürnberg. Skrzybski mocht in de basis starten en opende na zesentwintig minuten de score. Door treffers van Amine Harit en Federico Palacios stond het bij rust 2–1. Guido Burgstaller vergrootte daarna de voorsprong, waarna Adam Zreľák voor Nürnberg iets terugdeed. Skrzybski maakte zes minuten voor tijd op aangeven van Daniel Caligiuri de vierde van Schalke en het slotakkoord was voor Bastian Oczipka: 5–2.
De aanvaller kwam in zijn eerste seizoen bij Schalke tot twaalf competitiewedstrijden, maar in de eerste helft van het seizoen 2019/20 kwam hij helemaal niet in actie. Hierop werd hij verhuurd aan Fortuna Düsseldorf. Medio 2021 verliep de verbintenis van Skrzybski bij Schalke, waarop hij transfervrij overstapte naar Holstein Kiel en daar voor drie jaar tekende. In de zomer van 2023 werd de verbintenis van de aanvaller opengebroken en met twee seizoenen verlengd. Aan het einde van het seizoen 2023/24 promoveerde hij met Holstein Kiel naar de Bundesliga.

## Clubstatistieken
| Seizoen | Club                 | Competitie    | Competitie | Competitie | Beker | Beker | Internationaal | Internationaal | Totaal | Totaal |
| Seizoen | Club                 | Competitie    | Wed.       | Dlp.       | Wed.  | Dlp.  | Wed.           | Dlp.           | Wed.   | Dlp.   |
| ------- | -------------------- | ------------- | ---------- | ---------- | ----- | ----- | -------------- | -------------- | ------ | ------ |
| 2010/11 | Union Berlin         | 2. Bundesliga | 4          | 0          | 0     | 0     | —              | —              | 4      | 0      |
| 2011/12 | Union Berlin         | 2. Bundesliga | 7          | 0          | 0     | 0     | —              | —              | 7      | 0      |
| 2012/13 | Union Berlin         | 2. Bundesliga | 11         | 1          | 0     | 0     | —              | —              | 11     | 1      |
| 2013/14 | Union Berlin         | 2. Bundesliga | 11         | 1          | 1     | 0     | —              | —              | 12     | 1      |
| 2014/15 | Union Berlin         | 2. Bundesliga | 23         | 2          | 1     | 0     | —              | —              | 24     | 2      |
| 2015/16 | Union Berlin         | 2. Bundesliga | 21         | 3          | 1     | 0     | —              | —              | 22     | 3      |
| 2016/17 | Union Berlin         | 2. Bundesliga | 30         | 8          | 2     | 1     | —              | —              | 32     | 9      |
| 2017/18 | Union Berlin         | 2. Bundesliga | 29         | 14         | 2     | 0     | —              | —              | 31     | 14     |
| 2018/19 | Schalke 04           | Bundesliga    | 12         | 3          | 0     | 0     | 4              | 0              | 16     | 3      |
| 2019/20 | Schalke 04           | Bundesliga    | 0          | 0          | 1     | 1     | —              | —              | 1      | 1      |
| 2019/20 | → Fortuna Düsseldorf | Bundesliga    | 11         | 1          | 1     | 0     | —              | —              | 12     | 1      |
| 2020/21 | Schalke 04           | Bundesliga    | 13         | 0          | 2     | 0     | —              | —              | 15     | 0      |
| 2021/22 | Holstein Kiel        | 2. Bundesliga | 24         | 4          | 2     | 0     | —              | —              | 26     | 4      |
| 2022/23 | Holstein Kiel        | 2. Bundesliga | 34         | 15         | 0     | 0     | —              | —              | 34     | 15     |
| 2023/24 | Holstein Kiel        | 2. Bundesliga | 26         | 10         | 2     | 0     | —              | —              | 28     | 10     |
| 2024/25 | Holstein Kiel        | Bundesliga    | 10         | 0          | 1     | 0     | —              | —              | 11     | 0      |
| Totaal  | Totaal               | Totaal        | 266        | 62         | 16    | 2     | 4              | 0              | 286    | 64     |

Bijgewerkt op 19 december 2024.